# Chung kết Cúp C1 châu Âu 1966
Trận chung kết Cúp C1 châu Âu năm 1966 là trận chung kết thứ mười một của Cúp các đội vô địch bóng đá quốc gia châu Âu, ngày nay là UEFA Champions League. Đây là trận đấu giữa Real Madrid của Tây Ban Nha và FK Partizan của Nam Tư trên sân vận động Heysel, Bruxelles vào ngày 11 tháng 5 năm 1966. Với chiến thắng 2–1, Real Madrid lần thứ sáu giành Cúp C1 châu Âu.

## Đường đến trận chung kết
| Real Madrid | Real Madrid | Real Madrid | Real Madrid | Vòng         | Partizan          | Partizan   | Partizan | Partizan |
| ----------- | ----------- | ----------- | ----------- | ------------ | ----------------- | ---------- | -------- | -------- |
| Đối thủ     | Tổng tỉ số  | Lượt đi     | Lượt về     |              | Đối thủ           | Tổng tỉ số | Lượt đi  | Lượt về  |
| Feyenoord   | 6–2         | 1–2 (A)     | 5–0 (H)     | Vòng sơ loại | Nantes            | 4–2        | 2–0 (H)  | 2–2 (A)  |
| Kilmarnock  | 7–3         | 2–2 (A)     | 5–1 (H)     | Vòng 1       | Werder Bremen     | 3–1        | 3–0 (H)  | 0–1 (A)  |
| Anderlecht  | 4–3         | 0–1 (A)     | 4–2 (H)     | Tứ kết       | Sparta Prague     | 6–4        | 1–4 (A)  | 5–0 (H)  |
| Inter Milan | 2–1         | 1–0 (H)     | 1–1 (A)     | Bán kết      | Manchester United | 2–1        | 2–0 (H)  | 0–1 (A)  |

## Chi tiết trận đấu
| Real Madrid            | 2–1 | Partizan    |
| ---------------------- | --- | ----------- |
| Amaro 70' · Serena 76' |     | Vasović 55' |

| Real Madrid | FK Partizan |

| REAL MADRID:                                   |    |                         |
|                                                |    |                         |
| TM                                             | 1  | José Araquistáin        |
| HV                                             | 2  | Pachín                  |
| HV                                             | 3  | Pedro de Felipe         |
| HV                                             | 4  | Ignacio Zoco            |
| HV                                             | 5  | Manuel Sanchís Martínez |
| TV                                             | 6  | Pirri                   |
| TV                                             | 7  | Manuel Velázquez        |
| TV                                             | 8  | Francisco Serena        |
| TV                                             | 9  | Amancio Amaro           |
| TĐ                                             | 10 | Ramón Grosso            |
| TĐ                                             | 11 | Francisco Gento (ĐT)    |
| Huấn luyện viên:                               |    |                         |
| Miguel Muñoz Trợ lý trọng tài Trọng tài thứ tư |    |                         |

| FK PARTIZAN:     |    |                      |
|                  |    |                      |
| TM               | 1  | Milutin Šoškić       |
| HV               | 2  | Fahrudin Jusufi      |
| HV               | 3  | Velibor Vasović (ĐT) |
| HV               | 4  | Branko Rašović       |
| HV               | 5  | Ljubomir Mihajlović  |
| TV               | 6  | Vladica Kovačević    |
| TV               | 7  | Radoslav Bečejac     |
| TV               | 8  | Mane Bajić           |
| TV               | 9  | Mustafa Hasanagić    |
| TĐ               | 10 | Milan Galić          |
| TĐ               | 19 | Josip Pirmajer       |
| Huấn luyện viên: |    |                      |
| Abdullah Gegić   |    |                      |